# 서울특별시도 제31호선 (안내용)
서울특별시도 제31호선은 서울특별시 서초구 양재동 양재천교 시계에서 종로구 광화문에 이르는 서울특별시도로, 도로안내를 위해 부여된 번호이다. 원래의 노선은 서초동의 예술의 전당앞 삼거리까지였으나, 우면산터널의 개통으로 인해 양재천교 시계까지로 노선이 연장되었다. 이 특별시도는 서울특별시도 제51호선과 함께 일반도로와 도시고속화도로가 복합되어 있다는 것이 특징이다. 이 특별시도는 서울특별시도 남북측 간선도로 제2호이며, 서울특별시도 노선 중에서 가장 짧은 노선이다 (17.0km).

## 구성
- 우면산로 - 우면산터널 - 반포대로 - 반포대교 - 녹사평대로 - 남산3호터널 - 소공로 - 세종대로

## 경유지
서울특별시
- 서초구 - 용산구 - 중구 - 종로구

## 노선
| 도로명                           | 이름                                                                          | 접속노선                           | 소재지                           | 소재지                                   | 비고                                      |
| 지방도 제309호선 (우면산로) 직결 | 지방도 제309호선 (우면산로) 직결                                              | 지방도 제309호선 (우면산로) 직결   | 지방도 제309호선 (우면산로) 직결 | 지방도 제309호선 (우면산로) 직결         | 지방도 제309호선 (우면산로) 직결          |
| -------------------------------- | ----------------------------------------------------------------------------- | ---------------------------------- | -------------------------------- | ---------------------------------------- | ----------------------------------------- |
| 우면산로                         | 주암2교                                                                       |                                    | 서울특별시                       | 서초구                                   | 시경계                                    |
| 우면산로                         | 선암 나들목                                                                   | 국도 제47호선 (중앙로, 양재대로)   | 서울특별시                       | 서초구                                   |                                           |
| 우면산로                         | 우면산터널 요금소                                                             |                                    | 서울특별시                       | 서초구                                   |                                           |
| 우면산로                         | 우면산터널                                                                    |                                    | 서울특별시                       | 서초구                                   | 총길이: 2070m                             |
| 우면산로                         | 예술의전당 교차로                                                             | 서울특별시도 제92호선 (남부순환로) | 서울특별시                       | 서초구                                   | 광화문 방향 진출 불가 과천 방향 진입 불가 |
| 반포대로                         | 예술의전당 교차로                                                             | 서울특별시도 제92호선 (남부순환로) | 서울특별시                       | 서초구                                   | 광화문 방향 진출 불가 과천 방향 진입 불가 |
| 서초3동사거리                    | 효령로                                                                        |                                    | 서울특별시                       | 서초구                                   |                                           |
| 교대입구 교차로                  | 사임당로                                                                      |                                    | 서울특별시                       | 서초구                                   |                                           |
| 서초역 교차로                    | 서울특별시도 제90호선 (서초대로)                                              |                                    | 서울특별시                       | 서초구                                   |                                           |
| 대법원 서울중앙지방검찰청        |                                                                               |                                    | 서울특별시                       | 서초구                                   |                                           |
| 서울성모병원 교차로              | 사평대로                                                                      |                                    | 서울특별시                       | 서초구                                   |                                           |
| 고속터미널 교차로                | 신반포로                                                                      | 강남터미널고가차도 구간            | 서울특별시                       | 서초구                                   |                                           |
| 반포대교남단 나들목              | 올림픽대로                                                                    |                                    | 서울특별시                       | 서초구                                   |                                           |
| 반포대교 잠수교                  |                                                                               |                                    | 서울특별시                       | 서초구                                   |                                           |
| 용산구                           |                                                                               |                                    | 서울특별시                       |                                          |                                           |
| 반포대교북단 나들목              | 강변북로 국도 제46호선 (강변북로) 국가지원지방도 제23호선 (강변북로) 서빙고로 |                                    | 서울특별시                       |                                          |                                           |
| 반포대교북단 나들목              | 강변북로 국도 제46호선 (강변북로) 국가지원지방도 제23호선 (강변북로) 서빙고로 | 녹사평대로                         | 서울특별시                       |                                          |                                           |
| (반포대교북단 교차로)            | 서빙고로                                                                      |                                    | 서울특별시                       |                                          |                                           |
| 한강중교앞 교차로                | 서빙고로51길                                                                  |                                    | 서울특별시                       |                                          |                                           |
| 용산구청                         |                                                                               |                                    | 서울특별시                       |                                          |                                           |
| 녹사평역 교차로                  | 이태원로                                                                      | 이태원지하차도 구간                | 서울특별시                       |                                          |                                           |
| 재정관리단앞 교차로              | 회나무로 신흥로                                                               |                                    | 서울특별시                       |                                          |                                           |
| (이름 없음)                      | 녹사평대로58길 (남산2호터널)                                                  |                                    | 서울특별시                       |                                          |                                           |
| 남산3호터널                      |                                                                               | 총길이: 1270m                      | 서울특별시                       |                                          |                                           |
| 남산3호터널                      | 중구                                                                          | 총길이: 1270m                      | 서울특별시                       |                                          |                                           |
| 소공로                           | 남산3호터널 요금소                                                            |                                    | 서울특별시                       |                                          |                                           |
| 소공로                           | 회현사거리                                                                    | 퇴계로                             | 서울특별시                       |                                          |                                           |
| 소공로                           | 한국은행앞 교차로                                                             | 남대문로                           | 서울특별시                       |                                          |                                           |
| 소공로                           | 시청 교차로 (서울특별시청, 서울광장)                                          | 서울특별시도 제60호선 (을지로)     | 서울특별시                       | 서울특별시도 제60호선 중복 일방통행 구간 |                                           |
| 소공로                           | 시청 교차로 (서울광장, 대한문, 시청역)                                        | 서울특별시도 제60호선 (세종대로)   | 서울특별시                       | 서울특별시도 제60호선 중복 일방통행 구간 |                                           |
| 세종대로                         | 시청 교차로 (서울광장, 대한문, 시청역)                                        | 서울특별시도 제60호선 (세종대로)   | 서울특별시                       | 서울특별시도 제60호선 중복 일방통행 구간 |                                           |
| (이름 없음)                      | 세종대로20길                                                                  |                                    | 서울특별시                       |                                          |                                           |
| 청계광장 교차로                  | 청계천로                                                                      |                                    | 서울특별시                       |                                          |                                           |
| 세종대로사거리                   | 국도 제6호선 (새문안로, 종로)                                                 | 종로구                             | 서울특별시                       |                                          |                                           |
| 국도 제48호선 (세종대로) 직결    |                                                                               |                                    |                                  |                                          |                                           |

## 연결 도로
서울특별시도 제31호선 남측 기점인 양재천교 시계를 지나면 우면산로가 계속된다. 수원에서 이 도로를 타고 가면 바로 강남이나 서울특별시청과 같이 도심으로 갈 수 있다. 한편, 광화문삼거리에서는 수색로, 성산로, 사직로, 율곡로와 연결되어 있어서 주로 경기도 북부에서 서울로 오는 사람들이 이곳으로 통한다.